# Роузбург-Норт (Орегон)
Роузбург-Норт (англ. Roseburg North) — переписна місцевість (CDP) в США, в окрузі Дуглас штату Орегон. Населення — 4375 осіб (2020).

## Географія
Роузбург-Норт розташований за координатами 43°15′54″ пн. ш. 123°18′28″ зх. д. / 43.26500° пн. ш. 123.30778° зх. д. (43.265057, -123.307748).  За даними Бюро перепису населення США в 2010 році переписна місцевість мала площу 58,79 км², з яких 57,84 км² — суходіл та 0,96 км² — водойми.

## Демографія
Згідно з переписом 2010 року, у переписній місцевості мешкало 5912 осіб у 2638 домогосподарствах у складі 1618 родин. Густота населення становила 101 особа/км².  Було 2883 помешкання (49/км²).
Расовий склад населення:
| - 92,4 % — білих - 1,4 % — корінних американців - 1,1 % — азіатів - 0,4 % — чорних або афроамериканців - 1,6 % — осіб інших рас |

До двох чи більше рас належало 3,0 %. Частка іспаномовних становила 5,8 % від усіх жителів.
За віковим діапазоном населення розподілялося таким чином: 21,0 % — особи молодші 18 років, 57,2 % — особи у віці 18—64 років, 21,8 % — особи у віці 65 років та старші. Медіана віку мешканця становила 45,4 року. На 100 осіб жіночої статі у переписній місцевості припадало 93,0 чоловіків;  на 100 жінок у віці від 18 років та старших — 89,9 чоловіків також старших 18 років.
Середній дохід на одне домашнє господарство  становив 44 555 доларів США (медіана — 34 147), а середній дохід на одну сім'ю — 52 647 доларів (медіана — 47 813). Медіана доходів становила 45 667 доларів для чоловіків та 25 884 долари для жінок. За межею бідності перебувало 20,6 % осіб, у тому числі 23,5 % дітей у віці до 18 років та 16,0 % осіб у віці 65 років та старших.
Цивільне працевлаштоване населення становило 2618 осіб. Основні галузі зайнятості: освіта, охорона здоров'я та соціальна допомога — 31,2 %, роздрібна торгівля — 15,0 %, мистецтво, розваги та відпочинок — 9,6 %, науковці, спеціалісти, менеджери — 9,4 %.